# تيبي أيساكا
تيبي أيساكا (باليابانية: 井坂 鉄平) (23 أكتوبر 1974 في إيباراكي في اليابان – )؛ هو لاعب كرة قدم ياباني سابق كان يلعب كمدافع.

## وصلات خارجية
- تيبي أيساكا على موقع رابطة كرة القدم اليابانية للمحترفين (اليابانية)
- تيبي أيساكا على موقع عالم كرة القدم.نت (الإنجليزية)